# 丁明登
丁明登（？—1645年），字剑虹，号莲侣，應天府江浦县医籍。明朝官员，同進士出身。

## 生平
万历三十四年（1606年）丙午科應天府鄉試舉人，四十四年（1616年），登丙辰进士，都察院觀政，任福建泉州府推官，為官仁心，四十六年本省同考，天啓二年考察，五年補南京武學教授，崇祯二年升國子監博士，補户部浙江司主事，三年調雲南司主事，管西三倉，四年升貴州司员外郎，累官浙江衢州府知府。

## 家族
曾祖丁佶。祖丁凤。伯父丁遂，戊戌進士。父丁選，儒官。